# André Bisson (écrivain)
Pour les articles homonymes, voir André Bisson et Bisson.
André Bisson, né le 15 juillet 1884 à Nanterre et mort le 21 mars 1967 à Quillan, est un homme de lettres français.

## Biographie
André Auguste Bisson est le fils d'Alexandre Bisson, homme de lettres, et de Juliette Adrienne Lelièvre.
En 1907, il épouse à Paris Marie Louise Charlotte Véron.
Il écrit plusieurs romans, joue dans quelques pièces de théatre et devient metteur en scène.
En 1921, il épouse en secondes noces Marie Penon.
Il est plus tard conseiller à la Cour des Comptes.

## Œuvres
Comédien
- La Samaritaine (1903)
- Berlioz (1927)

Metteur en scène
- Bateau de nuit (1929)
- Le Contrôleur des wagons-lits (1933)
- Ma cousine des Halles
- Le Rosaire
- Le Jour de gloire
- La Châtelaine
- Une menace
- L'amour passe